# Armadillidium azerbaidzhanum
Armadillidium azerbaidzhanum is een pissebed uit de familie Armadillidiidae. De wetenschappelijke naam van de soort is voor het eerst geldig gepubliceerd in 1990 door Schmalfuss.